# Irish League 2001-2002
L'Irish League 2001-2002 è stata la 101ª edizione della prima divisione del campionato nordirlandese di calcio.
Il campionato era formato da dieci squadre e il Portadown vinse il titolo. Non vi furono retrocessioni.

## Classifica finale
| Pos. | Squadra      | G  | V  | N  | P  | GF | GS | Punti |
| ---- | ------------ | -- | -- | -- | -- | -- | -- | ----- |
| 1    | Portadown    | 36 | 22 | 9  | 5  | 75 | 34 | 75    |
| 2    | Glentoran    | 36 | 21 | 11 | 4  | 63 | 23 | 74    |
| 3    | Linfield     | 36 | 17 | 11 | 8  | 64 | 35 | 62    |
| 4    | Coleraine    | 36 | 19 | 2  | 15 | 64 | 58 | 59    |
| 5    | Omagh Town   | 36 | 15 | 9  | 12 | 55 | 55 | 54    |
| 6    | Cliftonville | 36 | 9  | 11 | 16 | 37 | 46 | 38    |
| 7    | Glenavon     | 36 | 9  | 9  | 18 | 37 | 57 | 36    |
| 8    | Newry Town   | 36 | 8  | 12 | 16 | 40 | 62 | 36    |
| 9    | Crusaders    | 36 | 9  | 7  | 20 | 41 | 65 | 34    |
| 10   | Ards         | 36 | 6  | 9  | 21 | 30 | 71 | 27    |

G = Partite giocate; V = Vittorie; N = Nulle/Pareggi; P = Perse; GF = Goal fatti; GS = Goal subiti; 